# Steyerbromelia
Steyerbromelia es un género de plantas con flores perteneciente a la familia Bromeliaceae, subfamilia Pitcairnioideae. Comprende 8 especies descritas y de estas, solo 6 aceptadas.

## Taxonomía
El género fue descrito por Lyman Bradford Smith y publicado en Acta Botanica Venezuelica 14(3): 8. 1984. La especie tipo es: Steyerbromelia discolor L.B. Smith & Robinson 
Etimología
Steyerbromelia: nombre genérico otorgado en honor de Julian Alfred Steyermark, recolector de plantas americano, autor, y editor.

## Especies aceptadas
A continuación se brinda un listado de las especies del género Steyerbromelia aceptadas hasta octubre de 2013, ordenadas alfabéticamente. Para cada una se indica el nombre binomial seguido del autor, abreviado según las convenciones y usos.
- Steyerbromelia deflexa L.B. Smith & Robinson
- Steyerbromelia diffusa L.B. Smith, Steyermark & Robinson
- Steyerbromelia discolor L.B. Smith & Robinson
- Steyerbromelia plowmanii (L.B. Smith, Steyermark & Robinson) Robinson & D. Taylor
- Steyerbromelia ramosa (L.B. Smith) B. Holst
- Steyerbromelia thomasii (L.B. Smith, Steyermark & Robinson) B. Holst